# Чукаловка
Чукаловка (укр. Чукалівка) — село в Ивано-Франковской городской общине Ивано-Франковского района Ивано-Франковской области Украины.
Население по переписи 2001 года составляло 1407 человек. Занимает площадь 4,5 км². Почтовый индекс — 77458. Телефонный код — 03436.